# C9H16N2
化学式C9H16N2（摩尔质量：152.24 g/mol）可以指：
- 二氮杂二环十一碳烯 混合物CAS号：39350-32-8 
  - 1,8-二氮杂二环[5.4.0]十一碳-7-烯（DBU），CAS号：6674-22-2
- 1-(2-氰乙基)-2-甲基哌啶，CAS号：140837-33-8
- 1-哌啶丁腈，CAS号：4672-18-8
- 1-己基咪唑，CAS号：33529-01-0
- 3,5-二异丙基吡唑，CAS号：17536-00-4
- N-环己基甲氨基乙腈，CAS号：96517-08-7

|  | 这个同类索引页列出了具有相同分子式的化学物（即同分異構體）条目。 除非您是有意链接至本页，否则应将相应条目的内部链接指向正确的条目。 |